# Mission de formation de l'Union européenne en Somalie
Pour les articles homonymes, voir EUTM.
La mission de formation de l'Union européenne en Somalie (en anglais European Union Training Mission in Somalia ou en abrégé EUTM Somalia), est une opération de l'Union européenne décidée par la 2010/96/PESC dans le cadre de la politique étrangère et de sécurité commune, en application de la résolution n° 1872 du 26 mai 2009 des Nations unies,. La mission a été approuvée par le Conseil de l’UE le 25 janvier 2010.

## Mandat
Elle a pour objet la formation, l'encadrement et la fourniture de conseils stratégiques à l'armée nationale somalienne.
3 000 soldats somaliens ont été formés de février 2010 à janvier 2013 à Bihanga en Ouganda. La mission forme actuellement, ainsi que des formateurs pour l'armée nationale somalienne. Elle compte 203 personnes issues de 7 États membres et d'un État associé et est basée à Mogadiscio.. 
Avec le renouvellement de son  mandat  la mission entame son 7e mandat qui court du 1er janvier 2021 au  31 décembre 2022. Le 25 mai 2021, un accord venant renforcer le statut juridique de la mission a été signé à Mogadiscio. La présence de la mission dans le pays reposait jusqu'alors sur une simple lettre du premier ministre somalien datée du 11 janvier 2013.

## Commandement de la mission
| Grade              | Nom                   | Début du mandat   | Fin du mandat    |
| ------------------ | --------------------- | ----------------- | ---------------- |
| Colonel            | Ricardo González Elul | 7 avril 2010      | 8 août 2011      |
| Colonel            | Michael Beary         | 8 août 2011       | 1er février 2013 |
| Général de brigade | Gerald Aherne         | 1er février 2013, | 15 février 2014  |
| Général de brigade | Massimo Mingiardi     | 15 février 2014   |                  |
| Général de brigade | Fabiano Zinzone       | 8 août 2020       |                  |

## Sources

## Compléments